# شهرستان واشینگتن (تگزاس)
شهرستان واشینگتن، تگزاس (به انگلیسی: Washington County, Texas) یک سکونتگاه مسکونی در ایالات متحده آمریکا است که در تگزاس واقع شده‌است.

## خصوصیات
شهرستان واشینگتن ۱٬۶۱۰٫۹۸ کیلومترمربع مساحت دارد.